# يوسف غصوب
يوسف غصوب شاعر لبناني، (1893م - 1972م).
ولد في بيت شباب عام 1893 وتوفي عام 1972. تخرج في الجامعة اليسوعية. عمل في الصاحفة والتدريس. عضو في جماعة المشوف وعضو جمعية أهل القلم. من دوايونية القفص المهجور العوسجة الملتهبة قارورة الطيب وصدرت له المجموعة الشعرية الكالمة عام 1997 .

## دواوين الشاعر
من ديوان : ((مجموعة الشعرية الكاملة ))
إصدارات المؤسسة التي ذكر فيها الشاعر
مختارات من الشعر العربي في القرن العشرين (الجزء الرابع)